# Bicorp
Bicorp è un comune spagnolo di 662 abitanti situato nella comunità autonoma Valenciana.